# Kiten
El Kiten és una eina d'aprenentatge de kanji japonesos i una referència per a la compilació de programari KDE, concretament, al paquet kdeedu. També funciona com a diccionari del japonès a l'anglès i de l'anglès al japonès. L'usuari pot introduir paraules en un quadre de cerca i es retornen tots els kanji relacionats amb el seu significat i part del discurs. Els kanji es poden filtrar per raresa i part de la parla. També hi ha disponible una llista de kanji que ordena els caràcters per nivell de grau i nombre de traç. En seleccionar-ne un, es mostren els seus Onyomi, Kunyomi i significats. Els usuaris també poden afegir kanji a la seva "llista d'aprenentatge" i obtenir proves senzilles de targetes flash on es mostra el kanji juntament amb possibles significats per triar.
El programa només estava disponible per a sistemes operatius Linux, però amb la versió beta de KDE per a Windows, ara està disponible a Microsoft Windows.